# 蒂赫 (敖德薩州)
46°40′33″N 30°35′37″E / 46.67583°N 30.59361°E
蒂赫（羅馬化：Tykhe）是位於烏克蘭西南部的村莊，由敖德萨州敖德萨区的烏薩托韋市鎮負責管轄。該村始建於1915年，面積0.21平方公里，海拔高度47米，2001年人口39，人口密度每平方公里185.71人。